# USS Independence (CV-62)
USS Independence (CV-62) – amerykański lotniskowiec typu Forrestal. 
Stępkę okrętu położono 1 lipca 1955 w stoczni New York Navy Yard. Zwodowano go 6 czerwca 1958, matką chrzestną była pani Gates (żona sekretarza marynarki Thomasa Gatesa). Jednostka weszła do służby w US Navy 10 stycznia 1959, jej pierwszym dowódcą był Captain R. Y. McElroy.
Brał udział w wojnie wietnamskiej oraz operacji Southern Watch.
Okręt zdobył Marjorie Sterrett Battleship Fund Award w 1984 jako przedstawiciel Floty Atlantyku.
Wycofany ze służby 30 września 1998 po 39 latach 9 miesiącach i 20 dniach. Do 8 marca 2004 znajdował się w rezerwie. W tym czasie duża liczba części została zabrana z jego pokładu by zostać wykorzystaną na innych okrętach (szczególnie na lotniskowcach typu Kitty Hawk). Jego lewoburtowa kotwica i oba łańcuchy kotwiczne zostały wykorzystane na nowym USS „George H.W. Bush” (CVN-77). 
11 marca 2017 roku wyszedł w morze po raz ostatni, aby zostać przeholowany na złomowanie do stoczni w Teksasie.